# الأولى للطيران
الأولى للطيران (سابقًا: طيران أرامكو؛ طيران مكاملة) هي شركة طيران سعودية، وثاني أقدم شركة طيران في الشرق الأوسط. تأسست في عام 1934م باسم طيران أرامكو السعودية، وكانت مهماتها الأولية دعم عمليات استكشاف النفط في صحاري المملكة. يقع مقرها الرئيسي في مدينة الدمام بالمملكة العربية السعودية، وتشغل الأولى أسطولًا متنوعًا يضم أكثر من 60 طائرة تخدم 18 مطاراً في السعودية، تدعم الشركة أغراضًا مختلفة تساهم جميعها في نجاح شركتها الأم (أرامكو). في عام 2023، سجل طيارو الأولى 51,437 ساعة طيران، وحققوا متوسط معدل إقلاع في الوقت المحدد بنسبة 97٪.
تقدم الأولى مجموعة من خدمات الطيران، بما في ذلك:
- رحلات طيران مستأجرة لعملاء الشركات والمنظمات.
- نقل الركاب
- الإخلاء الطبي (medevac).
- المسح الجيولوجي.
- مهام البحث والإنقاذ (SAR).
- خدمات الصيانة والإصلاح والتشغيل (MRO).

## المطارات
تدير الأولى وتشغل عدة مطارات تابعة للشركة الأم أرامكو السعودية:
- مطار رأس تناجيب
- مطار رأس تنورة
- مطار خريص
- مطار شيبية
- مطار PS3
- مطار حرض
- مطار الحوطة
- مطار PS6
- مطار PS10

كما تخدم أيضاً في المطارات المحلية السعودية:
- مطار عرعر
- مطار طريف
- مطار القيصومة
- مطار الملك فهد الدولي (الدمام)
- مطار الأحساء الدولي
- مطار الملك خالد الدولي (الرياض)
- مطار الأمير عبد المحسن بن عبد العزيز (ينبع)
- مطار الملك عبد العزيز الدولي (جدة)
- مطار الملك عبد الله الإقليمي (جازان)

## الأسطول
- بوينغ 737-800: 8
- هوكر 900XP: 2
- بيتشكرافت كينغ إير 350: 3
- إير تراكتور إيه تي-802: 3
- يوروكوبتر إي سي 145: 5
- أغستاوستلاند إيه دبليو 139: 24
- بيل 505 جيت رينجر اكس: 2